# Fernand Torche
Fernand Torche, né le 28 juin 1866 à Cheiry dans le district de la Broye, et mort le 29 avril 1937 à Estavayer-le-Lac, est une personnalité politique suisse, membre du Parti conservateur.

## Sources
- Georges Andrey, John Clerc, Jean-Pierre Dorand et Nicolas Gex, Le Conseil d’État fribourgeois : 1848-2011 : son histoire, son organisation, ses membres, Fribourg, Éditions La Sarine, 2012, 143 p. (ISBN 978-2-88355-153-4, lire en ligne), p. 64-65
- Annuaire officiel (listes de présidents du Grand Conseil et du Conseil d'État),
- Erich Gruner, L'Assemblée fédérale suisse, 1848-1920, p. 404-405,
- Article basé sur diverses sources : La Liberté, La Gruyère, les Étrennes fribourgeoises de 1938.